# Live Seventy Nine
Live Seventy Nine es el segundo álbum en directo de Hawkwind, lanzado por el sello Bronze en 1980.
El álbum consiste en parte de un concierto grabado en Inglaterra en diciembre de 1979, con Dave Brock, Simon King y Harvey Bainbridge, a quienes se sumaron el teclista Tim Blake, y el guitarrista del primer LP de Hawkwind, Huw Lloyd-Langton, quien volvía a tocar en el grupo después de 10 años.
Ya sin Robert Calvert, la música de este álbum es más cercana al hard rock y a la NWOBHM que los discos previos, de corte new wave y pop rock, alcanzando el puesto Nº 15 en los charts británicos.

## Lista de canciones
Lado A
1. "Shot Down in the Night" (Steve Swindells) – 7:39
2. "Motorway City" (Dave Brock) – 8:09
3. "Spirit of the Age" (Robert Calvert, Brock) – 8:20

Lado B
1. "Brainstorm" (Nik Turner) – 8:41
2. "Lighthouse" (Tim Blake) – 6:25
3. "Master Of the Universe" (Turner, Brock) – 4:33
4. "Silver Machine (Requiem)" (Calvert, Brock) – 1:23

## Personal
- Dave Brock: guitarra, teclados, voz
- Huw Lloyd-Langton: guitarra, voz
- Harvey Bainbridge: bajo, voz
- Tim Blake: teclados, voz
- Simon King: batería